# Qannuyak (Bathurst Inlet)
Qannuyak, tidigare benämnd Lewes Island, är en ö i Kanada.   Den ligger i territoriet Nunavut, i den centrala delen av landet, 3 100 km nordväst om huvudstaden Ottawa. Arean är 87 kvadratkilometer.
Terrängen på Qannuyak är platt. Öns högsta punkt är 134 meter över havet. Den sträcker sig 13,2 kilometer i nord-sydlig riktning, och 13,9 kilometer i öst-västlig riktning.
Trakten runt Qannuyak består i huvudsak av gräsmarker. Trakten runt Qannuyak är nära nog obefolkad, med mindre än två invånare per kvadratkilometer.